# Rhamphorhynchoidea
Sous-ordre
Familles de rang inférieur
- † Eudimorphodontidae Wellnhofer, 1978
- † Scaphognathidae Hooley, 1913

Les Rhamphorhynchoidea sont un sous-ordre fossile de ptérosaures abritant certains de leurs premiers représentants. Ils vivaient durant la période du Jurassique. Ce sous-ordre est paraphylétique contrairement aux Pterodactyloidea, qui sont issus des Rhamphorhynchoidea par opposition à un ancêtre commun plus éloigné. 

## Historique
Le sous-ordre des Rhamphorhynchoidea est décrit en 1901 par le paléontologue allemand Felix Plieninger (1868-1954),.

### Fossiles
Selon Paleobiology Database en 2024, le nombre de collections référencées de fossiles est de vingt-et-une. Ces collections sont du Sinémurien du Jurassique inférieur au Tithonien inférieur du Jurassique supérieur, c'est-à-dire datent de 199,3 à 145 Ma avant notre ère.

### Répartition
Ces collections du Jurassique se répartissent géographiquement en deux collections de Chine, trois de France, une d'Allemagne, dix de Madagascar, une de Tanzanie, une du Royaume-Uni, et deux des États-Unis (Arizona et Wyoming).

### Familles incluses
Selon Paleobiology Database en 2024, ce sous-ordre des Rhamphorhynchoidea a deux familles :
- † Eudimorphodontidae Wellnhofer, 1978
- † Scaphognathidae Hooley, 1913[2]

### Nomen dubium
L'espèce Comodactylus ostroni Galton, 1981 est déclarée nomen dubium de ce sous-ordre en 1989 par Jensen & Padian, repris en 2003 par Carpenter et al..
De même, le genre Comodactylus Galton, 1981 est déclaré nomen dubium de ce sous-ordre en 2003 par Carpenter et al..

### Genre inclus
Selon Paleobiology Database en 2024, ce sous-ordre des Rhamphorhynchoidea a seul genre inclus sans famille :
- †Rhamphinion Padian, 1984[2].

## Sous-ordre paraphylétique
Les Rhamphorhynchoidea forment l'un des deux sous-ordres de ptérosaures et représentent un degré évolutif de membres primitifs des reptiles volants. 
Ce sous-ordre est paraphylétique contrairement aux Pterodactyloidea, qui sont issus des Rhamphorhynchoidea par opposition à un ancêtre commun plus éloigné. Comme il ne s'agit pas d'un groupe complètement naturel, les Rhamphorhynchoidea ne sont pas utilisés comme groupe formel dans la plupart des publications scientifiques, bien que certains spécialistes des ptérosaures continuent de l'utiliser comme groupe informel dans des ouvrages populaires, tels que The Pterosaurs: From Deep Time de David Unwin, et dans certaines études formelles,. 

## Description
Les Rhamphorhynchoidea furent les premiers ptérosaures à être apparus, à la fin du Trias (âge Norien, il y a environ 210 millions d'années). Contrairement à leurs descendants, les ptérodactyloïdes, la plupart des rhamphorhynchoïdes avaient des dents et de longues queues, et la plupart des espèces n'avaient pas de crête osseuse, bien que plusieurs soient connues pour avoir des crêtes formées de tissus mous comme la kératine,,,. Ils étaient généralement petits, avec une envergure dépassant rarement 2,5 mètres, bien qu'un spécimen auquel fait allusion Alexander Stoyanow (d) serait parmi les plus grands ptérosaures de tous les temps avec une envergure de 10 mètres, comparable aux plus grands azhdarchidés,,. Cependant, ce prétendu spécimen de ptérosaure géant du Jurassique n'est enregistré nulle part en dehors de l'article original du Time. 

## Disparition
Presque tous les rhamphorhynchoïdes avaient disparu à la fin de la période jurassique, bien que certains anurognathidés aient persisté jusqu'au début du Crétacé. La famille Wukongopteridae, qui présente un mélange de caractéristiques rhamphorhynchoïdes et ptérodactyloïdes, est connue des couches de Daohugou qui sont le plus souvent datées du Jurassique, mais quelques études donnent une date du Crétacé,. De plus, les restes d'un non-ptérodactyloïde de la formation de Candeleros (en) prolongent la présence de ptérosaures basaux au moins jusqu'au début du Crétacé supérieur.

### Publication originale
- [1901] (de) Felix Plieninger, « Beiträge zur Kenntnis der Flugsaurier », Palaeontographica, vol. 48,‎ 1901, p. 65–90.